# Ferdinand I de' Medici
Ferdinand I Medici av Toscana, född 30 juli 1549 i Florens, död 3 februari 1609 i Florens, var en toskansk storhertig och kardinal.

## Biografi
Ferdinand var fjärde son till Cosimo den store, blev kardinal 1563 och övertog styrelsen i storhertigdömet 1587. Han avstod därefter från den andliga värdigheten och gifte sig 1589 med Christina av Lothringen, som födde honom sonen Cosimo II de' Medici. Ferdinand uppmuntrade handeln samt lät torrlägga Chianadalen och Maremmerna.
Ferdinand I de' Medici är begravd i Medicikapellet i San Lorenzo i Florens.

### Webbkällor
- ”Ferdinando de' Medici” (på engelska). The Cardinals of the Holy Roman Church. Salvador Miranda. Arkiverad från originalet den 16 september 2016. https://archive.today/20160916232408/http://www2.fiu.edu/~mirandas/bios1563.htm%23Medici#Medici. Läst 16 september 2016.